# Cylindrothecium subenerve
Cylindrothecium subenerve là một loài rêu trong họ Entodontaceae. Loài này được Lindb. mô tả khoa học đầu tiên năm 1876.